# DR 21
DR 21 — крупное молекулярное облако в созвездии Лебедя, открытое в 1966 году как источник непрерывного радиоизлучения Доунсом и Райнхартом. DR 21 расположено на расстоянии около 6000 световых лет от Земли и в длину достигает 80 пк. Эта область характеризуется повышенным темпом звездообразования, она связана с областью звездообразования Лебедь X. Обладает массой около 106 M⊙.
В области было обнаружено несколько различных молекул по их радиоизлучению: формальдегид, аммиак, воду и монооксид углерода.
В окрестностях облака обнаружены одни из наиболее массивных звёзд Млечного Пути. DR 21 содержит сложное распределение пыли и газа, светящегося в инфракрасном диапазоне вследствие наличия органических молекул, таких как полициклические ароматические углеводороды. Неровные, «рваные» структуры в DR 21 возникают из-за взаимодействия с межзвёздным ветром, давления излучения, магнитных полей и гравитации.
По оценкам в молекулярном облаке образовалось около 2900 звёзд, что по количеству сопоставимо с объектами скопления туманности Ориона, разделённого на группы, связанные со сгустками облаков. Воздействие массивных звёзд может привести к разрушению облака, однако это ещё не произошло вследствие очень малого возраста области. Исследование таких звёзд телескопом Спитцер показало наличие протопланетных дисков.